# Bezirk Waldenburg
Der Bezirk Waldenburg ist einer von fünf Bezirken im Schweizer Kanton Basel-Landschaft. Der Hauptort ist Waldenburg.

## Geografie

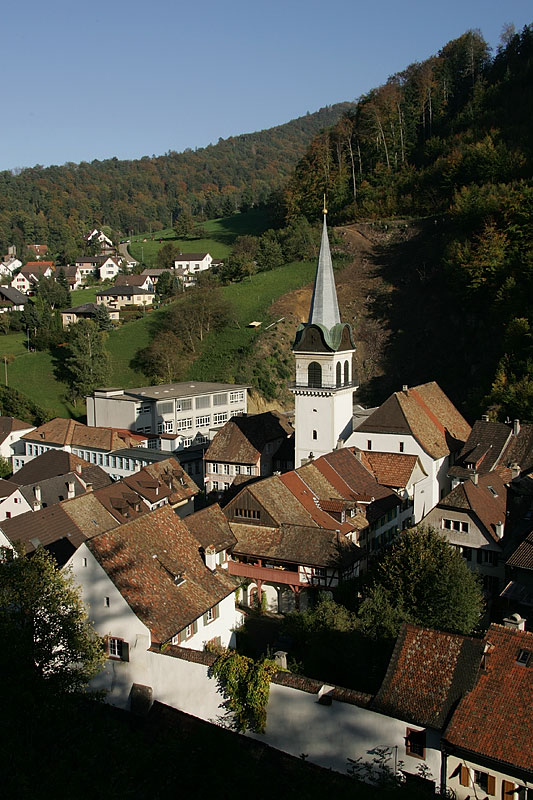
Das historische Städtchen Waldenburg

Der Bezirk Waldenburg erstreckt sich im oberen Frenkental, das auch Waldenburgtal genannt wird, in einer Hügellandschaft, die zu Ausläufern des Jura gehört. Es handelt sich um den ländlichsten Bezirk des Kantons, der im absoluten Kontrast zum urban geprägten Bezirk Arlesheim steht. Der Bezirk Waldenburg ist mit 16'374 Einwohnern einerseits der bevölkerungsschwächste Bezirk, der andererseits mit 104,98 km² die zweitgrösste Fläche der basellandschaftlichen Bezirke aufweist und somit der am wenigsten dicht bevölkerte Teil des Kantons ist.

## Nachbarbezirke
Der Bezirk Waldenburg grenzt im Südosten an den Bezirk Gösgen, im Süden an den Bezirk Olten und den Bezirk Gäu, im Südwesten an den Bezirk Thal (SO), im Westen an die Bezirke Thierstein und Dorneck (alle zum Kanton Solothurn gehörig), im Norden an den Bezirk Liestal und im Nordosten an den Bezirk Sissach.

## Politische Gemeinden
Der Bezirk besteht aus insgesamt 15 Einwohnergemeinden (Stand Frühjahr 2009), darunter, abgesehen von Waldenburg, das ein historisches Stadtrecht besitzt, keine einzige Stadt. Liste:
| Wappen      | Name der Gemeinde | Einwohner (31. Dezember 2023) | Fläche in km² | Einwohner pro km² |
| ----------- | ----------------- | ----------------------------- | ------------- | ----------------- |
| Arboldswil  | Arboldswil        | 581                           | 3,47          | 167               |
| Bennwil     | Bennwil           | 668                           | 6,53          | 102               |
| Bretzwil    | Bretzwil          | 740                           | 7,33          | 101               |
| Diegten     | Diegten           | 1641                          | 9,64          | 170               |
| Eptingen    | Eptingen          | 564                           | 11,18         | 50                |
| Hölstein    | Hölstein          | 2652                          | 6,03          | 440               |
| Lampenberg  | Lampenberg        | 572                           | 4,01          | 143               |
| Langenbruck | Langenbruck       | 997                           | 15,66         | 64                |
| Lauwil      | Lauwil            | 319                           | 7,30          | 44                |
| Liedertswil | Liedertswil       | 156                           | 1,94          | 80                |
| Niederdorf  | Niederdorf        | 1804                          | 4,41          | 409               |
| Oberdorf    | Oberdorf (BL)     | 2540                          | 6,21          | 409               |
| Reigoldswil | Reigoldswil       | 1599                          | 9,25          | 173               |
| Titterten   | Titterten         | 433                           | 3,71          | 117               |
| Waldenburg  | Waldenburg        | 1108                          | 8,32          | 133               |
| Total (15)  | Total (15)        | 16'374                        | 104,99        | 156               |